# Distretto di Cheria
Il distretto di Cheria è un distretto della provincia di Tébessa, in Algeria, con capoluogo Cheria.